# Heide (Odenthal)
Heide ist ein Ortsteil in Unterodenthal in der Gemeinde Odenthal im Rheinisch-Bergischen Kreis. Er liegt an der Straße von Glöbusch nach Menrath und bildet mit Glöbusch mittlerweile ein geschlossenes Siedlungsgebiet.

## Geschichte
Der Eigenname Heide ist nach Müller abgeleitet vom Grenzsaum der Gemarkung Unterodenthal, der als Allmende im Gemeinbesitz war – im Gegensatz zu einem Grenzsaum mit einem Besitzer, der mit Hardt bezeichnet wird.
Während des Spanischen Erbfolgekriegs hatten auch die Odenthaler ihre Beiträge zur Landesverteidigung zu leisten. In diesem Zusammenhang wird unter anderem ein Thomas zur Heyden aufgelistet. Er hatte 14 Faschinen und 42 Pfähle zu stellen.
Aus einer erhaltenen Steuerliste von 1586 geht hervor, dass die Ortschaft Teil der Honschaft Breidbach im Kirchspiel Odenthal war.
Die Topographia Ducatus Montani des Erich Philipp Ploennies, Blatt Amt Miselohe, belegt, dass der Wohnplatz 1715 als Hof kategorisiert wurde und mit Heiden bezeichnet wurde.
Carl Friedrich von Wiebeking benennt die Hofschaft auf seiner Charte des Herzogthums Berg 1789 als Heid. Aus ihr geht hervor, dass Heide zu dieser Zeit Teil von Unterodenthal in der Herrschaft Odenthal war.
Unter der französischen Verwaltung zwischen 1806 und 1813 wurde die Herrschaft aufgelöst und Heide wurde politisch der Mairie Odenthal im Kanton Bensberg zugeordnet. 1816 wandelten die Preußen die Mairie zur Bürgermeisterei Odenthal im Kreis Mülheim am Rhein.
Der Ort ist auf der Topographischen Aufnahme der Rheinlande von 1824, auf der Preußischen Uraufnahme von 1840 und ab der Preußischen Neuaufnahme von 1892 ist er auf Messtischblättern regelmäßig als Heide verzeichnet. Heide ist Teil der katholischen Pfarre Odenthal.
| Jahr | Einwohner | Wohn- gebäude | Kategorie  |
| ---- | --------- | ------------- | ---------- |
| 1822 | 37        |               | Ackergüter |
| 1830 | 44        |               | Ackergut   |
| 1845 | 57        | 9             | Ackergüter |
| 1871 | 48        | 8             | Hofstelle  |
| 1885 | 34        | 8             | Ortschaft  |
| 1895 | 41        | 9             | Ortschaft  |
| 1905 | 26        | 6             | Ortschaft  |